# Армио (Варезе)
Армио је насеље у Италији у округу Варезе, региону Ломбардија.
Према процени из 2011. у насељу је живело 99 становника. Насеље се налази на надморској висини од 911 м.